# جيرالدو بيريرا ماتوس فيليو
جيرالدو بيريرا ماتوس فيليو (بالبرتغالية: Mazarópi‏) (Geraldo Pereira de Matos Filho) (27 يناير 1953 في البرازيل – )؛ هو لاعب كرة قدم سابق كان يلعب كحارس مرمى.

## وصلات خارجية
- جيرالدو بيريرا ماتوس فيليو على موقع قاعدة بيانات كرة القدم.إي يو (الإنجليزية)
- جيرالدو بيريرا ماتوس فيليو على موقع Soccerway.com (الإنجليزية)
- جيرالدو بيريرا ماتوس فيليو على موقع عالم كرة القدم.نت (الإنجليزية)

- J.League Data Site (باليابانية)